# 요카리 리가
요카리 리가(Ýokary Liga)는 투르크메니스탄의 최상위 축구 리그로 현재 9개팀이 참가하고 있으며 리그 우승팀에게는 AFC 챌린지리그 출전권이, 준우승팀에게는 AFC 챔피언스리그 투 플레이오프 진출권이 주어진다.

## 2019 시즌 클럽팀
- 아할
- 알틴 아시르 FK
- FC 아시가바트
- 에네르게틱 마리
- 쾨페트다그 아시가바트
- 메르 FK
- FK 발칸
- 사가담 FK

## 역대 우승팀
| - 1992: 쾨페트다그 아시가바트 - 1993: 쾨페트다그 아시가바트 - 1994: 쾨페트다그 아시가바트 - 1995: 쾨페트다그 아시가바트 - 1996: 니사 아시가바트 - 1997-98: 쾨페트다그 아시가바트 - 1998-99: 니사 아시가바트 - 2000: 쾨페트다그 아시가바트 - 2001: 니사 아시가바트 | - 2002: 사가담 FK - 2003: 니사 아시가바트 - 2004: FK 발칸 - 2005: HTTU 아시가바트 - 2006: HTTU 아시가바트 - 2007: FK 아시가바트 - 2008: FK 아시가바트 - 2009: HTTU 아시가바트 - 2010: FK 발칸 | - 2011: FK 발칸 - 2012: FK 발칸 - 2013: HTTU 아시가바트 - 2014: 알틴 아시르 FK - 2015: 알틴 아시르 FK - 2016: 알틴 아시르 FK - 2017: 알틴 아시르 FK - 2018: 알틴 아시르 FK - 2019: 알틴 아시르 FK |